# .kitchen
.kitchen est un domaine Internet de premier niveau générique non-restreint.
Ce domaine est destiné aux personnes, aux groupes et aux organisations œuvrant dans le domaine de la cuisine (kitchen est le mot anglais pour cuisine).
Bien que le domaine soit destiné aux personnes, aux groupes et aux organisations œuvrant dans le domaine de la cuisine, il est ouvert à tous sans restrictions.

## Historique
Le domaine .kitchen a été créé en 2014.

## Statistiques d'usage
En janvier 2025, environ 7 800 domaines utilisent l'extension .kitchen.